# Csalóka pereszke
A csalóka pereszke (Rhodocybe gemina) a döggombafélék családjába tartozó, fenyő- és lomberdőkben előforduló, ehető gombafaj. Egyéb elnevezései: csalóka álcölöpgomba, pereszkés álcölöpgomba. 

## Megjelenése
A csalóka pereszke kalapjának átmérője 4-12 cm, alakja fiatalon szabálytalanul domború, majd kissé tölcséressé szélesedik. Széle kezdetben begöngyölt, idősen gyakran hullámos. Felülete szárazon matt, finoman pelyhes, nedvesen kissé ragadós; a kalapbőr nem húzható le. Színe húsbarnás, húsokkeres. Húsa vastag, kemény, színe fehéres. Szaga kellemesen fűszeres vagy lisztes; íze lisztszerű, esetleg kissé kesernyés.
Kissé lefutó lemezeinek éle idősen jól láthatóan fűrészes. Színük fiatalon fehéres, majd halvány hússzínűek, később sárgás hússzínűek lesznek. 
Spórapora hússzínű vagy barnás-rózsaszínes. Spórái oldalról elliptikusak, végéről nézve szögletesek, méretük 5-7,5 × 3-5,5 mikrométer. 
Tönkje 4-8 cm magas és 1-2 cm vastag. Alakja hengeres, a kalapnál világosabb színű, felül szemcsés, tövében fehéres micéliumzsinór található.

### Hasonló fajok
A mérgező nagy döggombával vagy az ehető illatos pereszkével téveszthető össze.

## Elterjedése és termőhelye
Európában honos. Magyarországon nem ritka.
Lomb- és fenyőerdőben egyaránt előfordul. Júniustól novemberig terem.

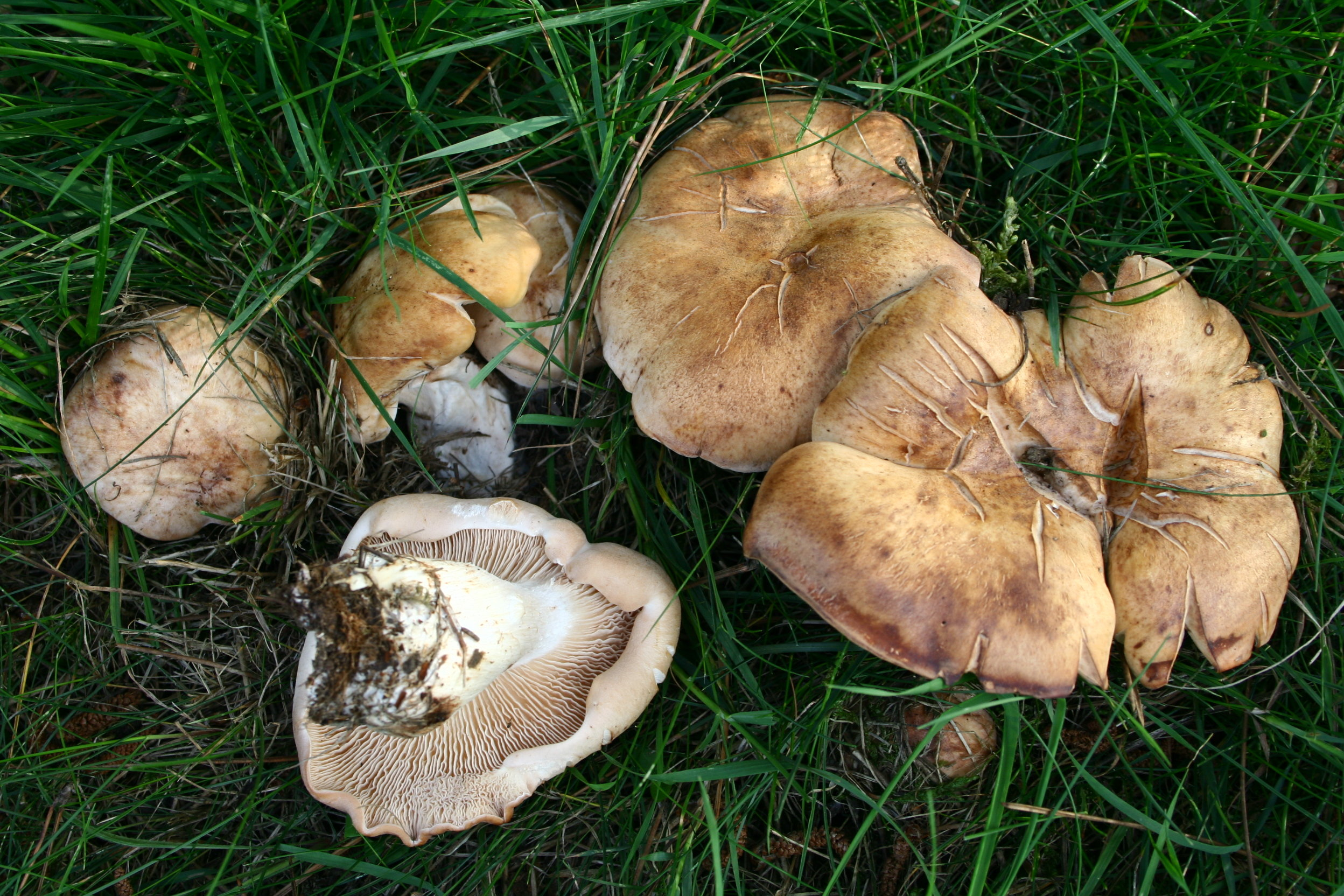
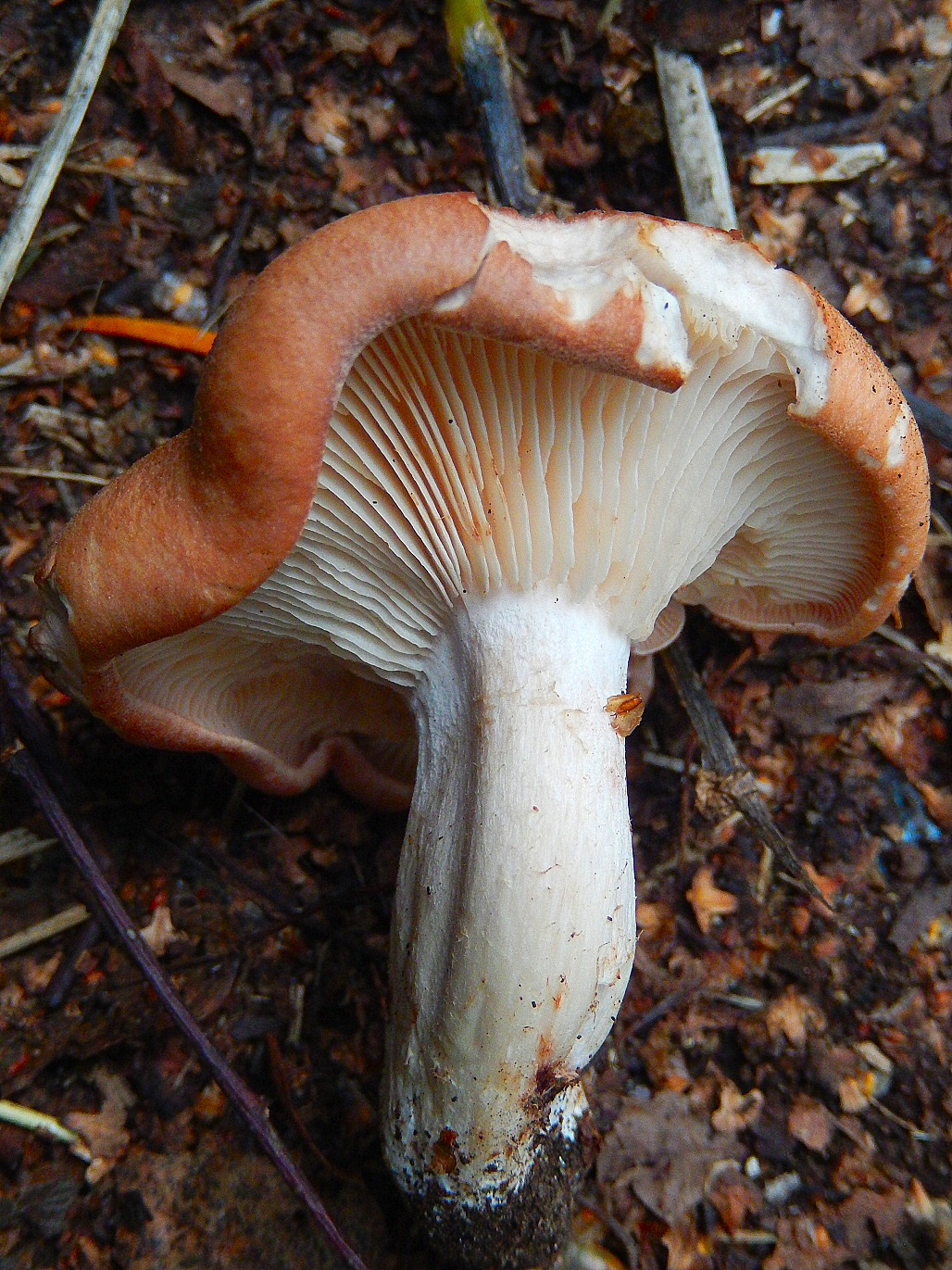
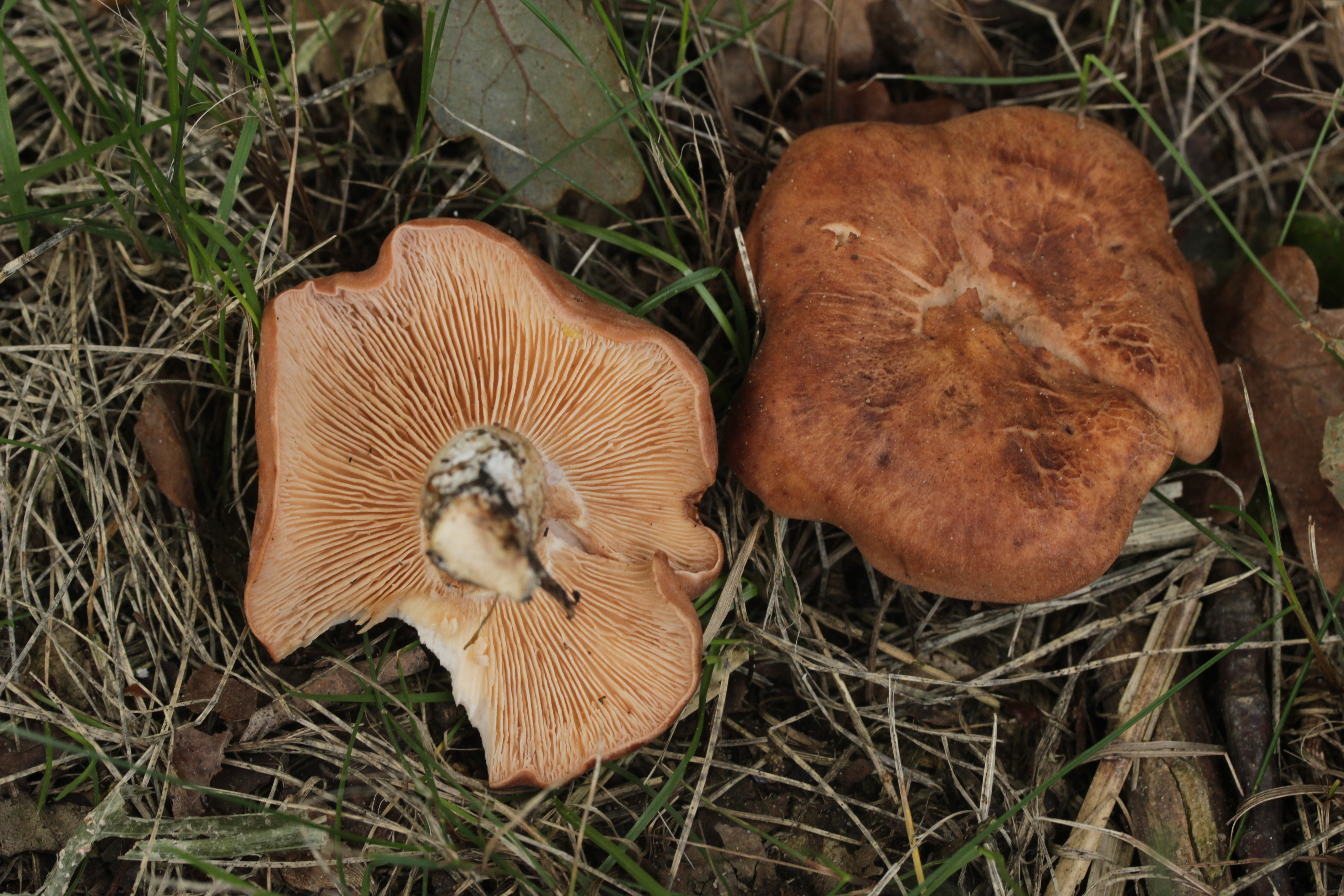
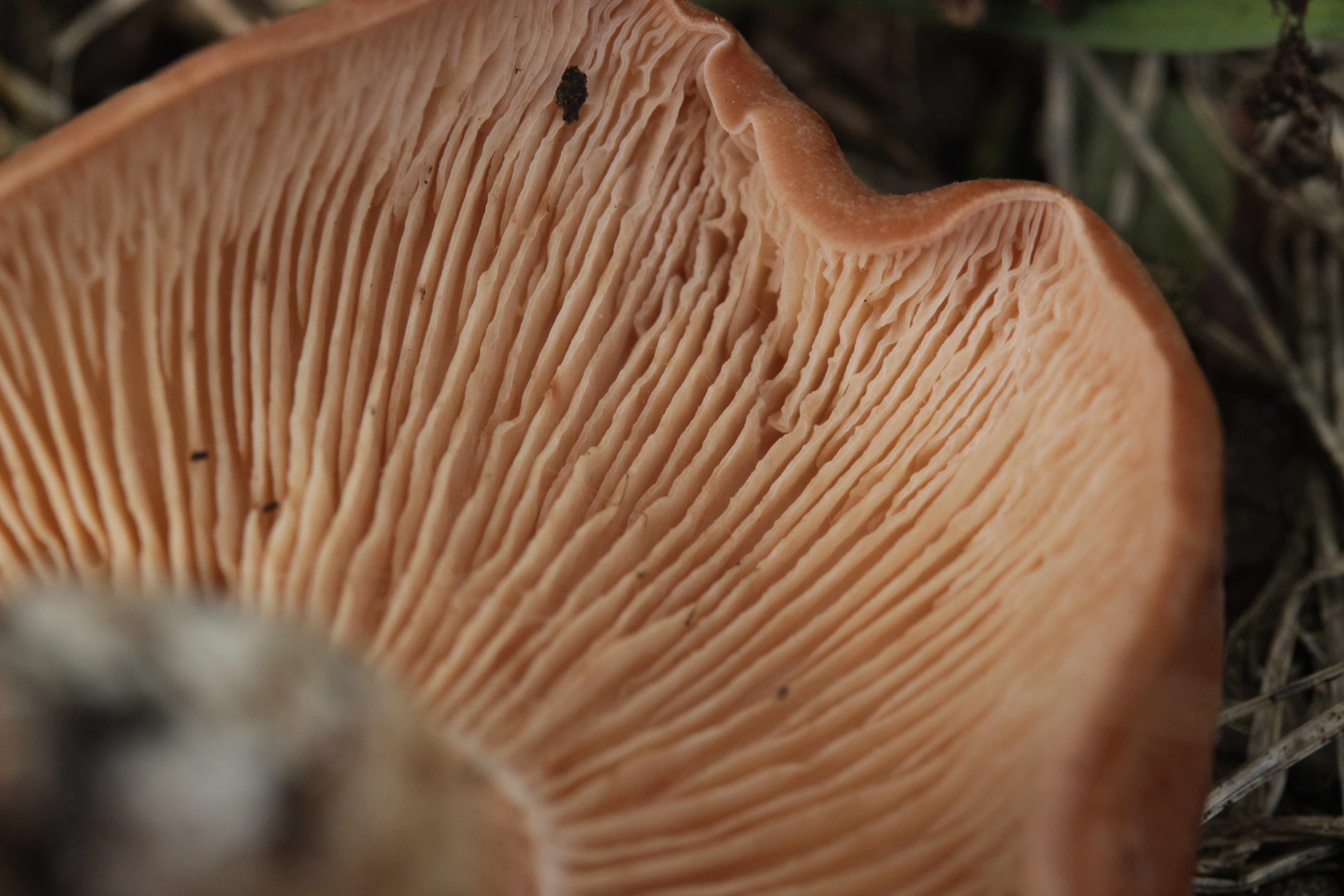
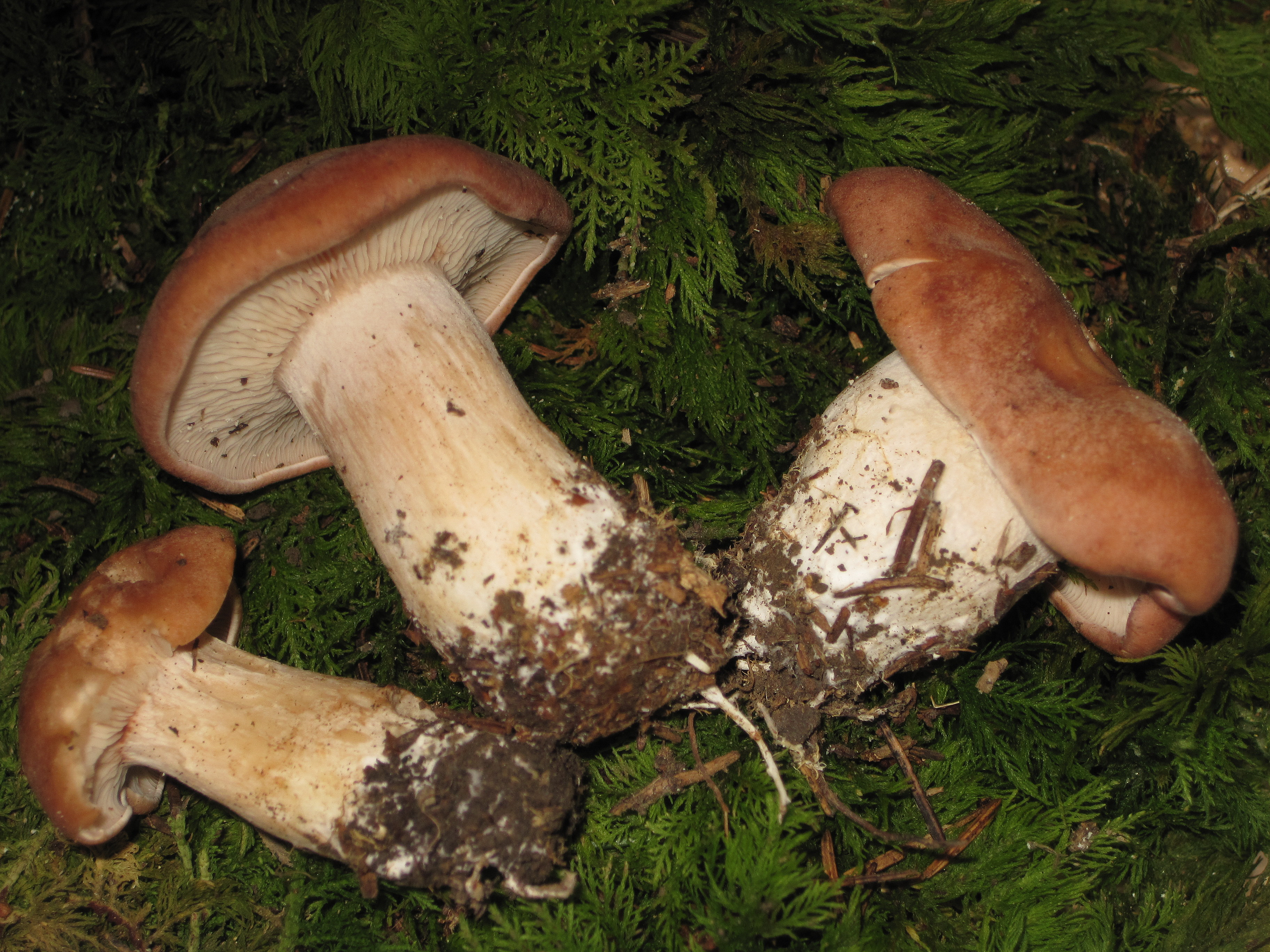

Ehető gomba. 